# コルクボーラー

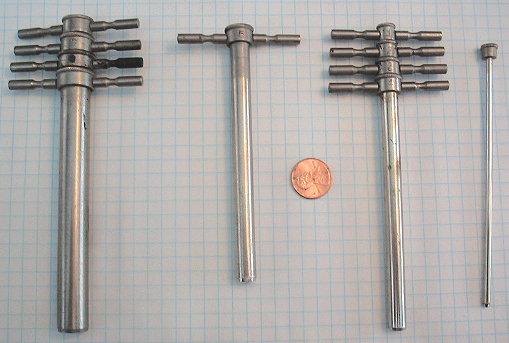
コルクボーラーのセット

コルクボーラー（英: Cork borer）は、ゴム栓などに穴をあける道具である 。
先端は中空の管となっており、反対側にハンドルが付いている。年輪測定のため木の幹からサンプルを採取するなどの用途もある。

## 参考
1. ↑  Poliakoff, Martyn (2010年). “Mark of the Chemist”. The Periodic Table of Videos.  University of Nottingham. 2013年3月25日閲覧。